# Calomicrus wollastoni
Calomicrus wollastoni es un coleóptero de la familia Chrysomelidae.
Fue descrita científicamente por primera vez en 1861 por Paiva.